# Pelochelys signifera
La tortuga gigante de caparazón blando del norte de Nueva Guinea (Pelochelys signifera) es una especie de tortuga del género Pelochelys de la familia Trionychidae. Fue descrita científicamente por Webb en 2003.

## Distribución
Se encuentra en el norte de Nueva Guinea.